# Деца на килограм (филм, 2022)
„Деца на килограм“ (на английски: Cheaper by the Dozen) е американска семейна комедия от 2022 г., който е римейк на двата съответни филма през 1950 г. до 2003 г. и е базиран на едноименния роман от 1948 г., написан от Франк Гилбърт младши и Ернестин Гилберт Кери. Филмът е режисиран от Гейл Лърнър в режисьорския му дебют, който е съсценарист със Кения Барис и Дженифър Райс-Гензук Хенри.
Продуциран от „Уолт Дисни Пикчърс“, световната премиера се състои на 16 март 2022 г. в Театър „Ел Капитан“, и е пуснат от Дисни+ на 18 март 2022 г.